# Sebastian Mikael
Sebastian Mikael, tidigare kallad De l'Or (franska för "av guld"), är en svensk-eritreansk R&B-sångare bosatt i USA. Han har samarbetat bl.a. med artister som Rick Ross, Rico Love, Teyana Taylor, Wale och Jim Jonsin.

## Diskografi

### Album
- 2014 - Speechless

### Singlar
- 2015 - Mine
- 2015 - Money